# K.d. 랭
k.d. 랭(영어: k.d. lang, OC, 1961년 11월 2일 ~ )은 캐나다의 싱어송라이터이다.
특유의 호소력 있는 메조소프라노 음색으로 인기를 끌었으며, 특히 1992년작 〈Constant Craving〉으로는 1993년 그래미 최우수 여성 팝 보컬상과 MTV 비디오 뮤직 어워드를 받는 등 세계적인 호응을 얻었다.
2008년 캐나다 명예의 거리에 올랐으며, 2013년 캐나다 음악 명예의 전당에 헌액되었다.
2010년 밴쿠버 동계 올림픽 개막식에서 레너드 코언의 〈Hallelujah〉를 불러 주목을 받았다.
동물권, 성소수자, 티베트 지역의 인권 등을 위한 사회 운동 참여에 힘쓰기도 했다.

## 서훈
- 1996년 캐나다 훈장 오피서(OC)[2]

## 같이 보기
- 아카데미 오브 컨트리 뮤직
- 컨트리 음악 협회